# Lighttpd
lighttpd (также «lighty», «лайти») — веб-сервер, разрабатываемый с расчётом на скорость и защищённость, а также соответствие стандартам. Это свободное программное обеспечение, распространяемое по лицензии BSD. lighttpd работает в Linux и других Unix-подобных операционных системах, а также в Microsoft Windows.

## Возможности
lighttpd поддерживает:
- HTTP proxy с автоматической балансировки нагрузки. AJP, WebSocket туннель.
- CGI, FastCGI, SCGI
- chroot
- Сжатие отдаваемого содержимого «на лету» (zlib, brotli, zstd)[6]
- HTTP-аутентификация[7]
- Аутентификация через LDAP-сервер[7]
- ПеренаправлениеURL[8]
- TLS с помощью OpenSSL, GnuTLS, Mbed TLS, NSS, WolfSSL.[9]
- RRDtool-статистики[10]
- SSI[11]
- WebDAV[12]
- Lua скрипты для расширения функциональности с помощью mod_magnet
- HTTP/2

## Производительность
Проект lighttpd начался со стремления автора реализовать веб-сервер, который мог бы выдержать одновременно 10 тысяч соединений. lighttpd использует так называемую асинхронную обработку сетевых соединений. Благодаря этому загруженность сервера (в отличие от Apache) при доступе к файлам на диске не зависит от количества текущих соединений.
В lighttpd возможно использование особых системных вызовов для повышения производительности при передаче файлов. При этом задействуются не стандартные системные интерфейсы, а специфичные для платформы вызовы ядра операционной системы, и смена контекста CPU сводится к минимуму.

## Проекты, использующие lighttpd
Зачастую lighttpd (как и имеющий схожую архитектуру nginx) используется для отдачи статического содержимого, в то время как его генерацией занимается более сложный веб-сервер.
- Яндекс использует lighttpd в некоторых своих проектах: Карты, Маркет.
- Google в своих проектах, в частности s.ytimg.com, который отдает все картинки для youtube.com, в том числе все превью для видео (в трех разрешениях) — использует lighttpd-yt (модификация от Google).
- Википедия использует lighttpd как кэширующий прокси-сервер (для отдачи статического содержимого).
- WOT использует lighttpd на своих серверах.
- Ubuntu использует lighttpd на некоторых[16] серверах обновлений